# 박기양
박기양(朴箕陽, 1856년 8월 21일 ~ 1932년 12월 2일)은 조선 말기의 관료이며 일제강점기에 조선귀족 작위를 받았다. 자는 범오(範五), 호는 석운(石雲), 쌍오거사(雙梧居士)이며 본관은 반남이다.

## 생애
박제억의 아들이나 박제만에게 입적되었고, 1888년 과거에 급제한 뒤 관직에 올랐다.
대한제국 관리를 지내면서 1904년 일본의 황무지 개척권 요구와 1905년 을사조약 체결을 적극 반대하였다. 특히 을사조약 체결 때는 일본 헌병대에 구금되어 있기도 했으며 이후 관직에서 물러나 낙향하여 지냈다.
그러나 1910년 한일 병합 조약 체결 후 일본 정부로부터 남작 작위를 받으면서 일제의 통치에 협조했다. 1918년 서화협회 고문, 1921년 친일 유림들이 모인 경학원의 부제학에 임명되었고, 1925년에는 조선총독부 중추원의 참의로 임명되었다. 그의 작위는 장남 박승원이 습작했다.
2002년 민족정기를 세우는 국회의원모임이 발표한 친일파 708인 명단과 2008년 민족문제연구소에서 친일인명사전에 수록하기 위해 정리한 친일인명사전 수록예정자 명단에 모두 선정되었다. 2007년 대한민국 친일반민족행위진상규명위원회가 발표한 친일반민족행위 195인 명단에도 들어 있다.
함경남도 함흥 출신의 부인과의 사이에 3남매를 두었다. 이 가운데 차남이 연극인으로 유명한 박진이다.

## 가족 관계
- 증조부 : 박종대(朴宗大)
  - 조부 : 박인수(朴麟壽)
    - 친부 : 박제만(朴齊萬)
      - 형 : 박두양(朴斗陽)

    - 양부 : 박제억(朴齊億) - 숙부

## 같이 보기
- 경학원
- 조선총독부 중추원
- 박진

## 참고자료
- 친일반민족행위진상규명위원회 (2007년 12월). 〈박기양〉 (PDF). 《2007년도 조사보고서 II - 친일반민족행위결정이유서》. 서울. 191~204쪽쪽. 발간등록번호 11-1560010-0000002-10. [깨진 링크(과거 내용 찾기)]
- 박기양(朴箕陽) - 한국학중앙연구원